# Calogero Rizzuto
Calogero Rizzuto (20 de enero de 1955-23 de marzo de 2020) fue un arquitecto italiano y conservacionista histórico. 

## Vida y carrera
Se graduó de la Universidad de Palermo con un título en arquitectura en 1983 y trabajó como arquitecto residente en Rosolini hasta 1989. En los años siguientes, adquirió una gran competencia como gerente en el sector cultural y turístico a través de proyectos en Sicilia.
Desde 2007, había sido responsable del patrimonio cultural de la región siciliana en Soprintendenzen en Ragusa y Siracusa. También trabajó en el museo de Kamarina. Desde el verano de 2019, ocupó el cargo de primer director de los Parques Arqueológicos de Siracusa (Parco Archeologico della Neapolis, Villa Romana del Tellaro, antiguo Heloros) y se dedicó a un mayor desarrollo y de seguridad de los sitios arqueológicos.

## Vida personal
Rizzuto, que vivía en Rosolini, estaba casado y tenía dos hijos. 

## Muerte
Fue ingresado en hospital Umberto I de Siracusa el 12 de marzo de 2020, fue el primer caso diagnosticado de coronavirus en la ciudad. Falleció días después en el hospital de Siracusa el 23 de marzo a la edad de 65 años durante la pandemia de coronavirus después de contraer la enfermedad del COVID-19 causada por el virus del SARS-CoV-2.